# Alexander William Evans
Alexander William Evans ( 1868-1959 ) fue un liquenólogo, micólogo, briólogo estadounidense, y especialista en flora de Connecticut.
Falleció por neumonía, a posteriori de una cirugía por fractura de cadera.

## Algunas publicaciones
- 1904. Hepaticae of Alaska. Vol. 5, parte 2. Edición reimpresa de Doubleday, 34 pp.

- 1908. The Bryophytes of Connecticut, con Elwood Nichols

- 1910. Notes on North American Hepaticae

- 1914. Hepaticae: Yale Peruvian expedition of 1911

- 1952. The Cladoniae of Florida

### Libros
- 1995.

- La abreviatura «A.Evans» se emplea para indicar a Alexander William Evans como autoridad en la descripción y clasificación científica de los vegetales.[3]